# Grand Prix Kooperativa
Il Grand Prix Kooperativa era una corsa in linea maschile di ciclismo su strada che si svolse in Slovacchia dal 2004 al 2009 nel mese di maggio. Dal 2005 fece parte del calendario UCI Europe Tour come classe 1.2.

## Albo d'oro
Aggiornato all'edizione 2009.
| Anno | Vincitore         | Secondo            | Terzo             |
| ---- | ----------------- | ------------------ | ----------------- |
| 2004 | László Garamszegi | Martin Prázdnovský | Stanislav Kozubek |
| 2005 | Piotr Przydział   | František Raboň    | Kairat Baigudinov |
| 2006 | Peter Velits      | Jure Kocjan        | Radoslav Rogina   |
| 2007 | Kristjan Fajt     | René Andrle        | Marcin Sapa       |
| 2008 | Esad Hasanović    | Nebojša Jovanović  | Artur Detko       |
| 2009 | Peter Sagan       | Oleksandr Šejdyk   | Rupert Probst     |